# Consejería de Transformación Económica, Industria, Conocimiento y Universidades de la Junta de Andalucía
La Consejería de Transformación Económica, Industria, Conocimiento y Universidades fue el departamento de la Junta de Andalucía encargado de las competencias autonómicas en materia de economía, estadística, cartografía, información geográfica, enseñanza universitaria, investigación científica y técnica, apoyo a la innovación tecnológica, desarrollo de las competencias digitales y telecomunicaciones, comercio, artesanía, actividades industriales y mineras.
Recibió este nombre entre el 3 de septiembre de 2020, durante la XI legislatura (2019-2022) y el 26 de julio de 2022, cuando fue disuelta al inicio de la XII legislatura (2022-2026).
El titular de la consejería y máximo responsable fue Rogelio Velasco Pérez y tuvo su sede en la calle Johannes Kepler, 1, en la isla de La Cartuja (Sevilla).

## Estructura

### Entes adscritos a la Consejería
Se hallan adscritas a la Consejería las siguientes entidades instrumentales:
- Instituto de Estadística y Cartografía de Andalucía (IECA).
- Agencia de la Competencia y de la Regulación Económica de Andalucía.
- Empresa Pública de Gestión de Activos, S. A..
- Agencia Andaluza del Conocimiento.
- Fundación Pública Andaluza Parque Tecnológico de las Ciencias de la Salud de Granada.
- Verificaciones Industriales de Andalucía, S. A..
- Agencia de Innovación y Desarrollo de Andalucía (IDEA).
- Parque Científico y Tecnológico Cartuja, S. A..
- Venture Invercaria, S. A..
- Inversión y Gestión de Capital Semilla de Andalucía, SICC, S. A..
- Innova Venture SGEIC, S. A..
- Sociedad para la Promoción y Reconversión Económica de Andalucía, S.A. (SOPREA).
- Parque de Innovación Empresarial Sanlúcar la Mayor, S. A. (SOLAND).
- Parque Tecnológico de Andalucía, S. A..
- Parque Tecnológico y Aeronáutico de Andalucía, S. L. (Aerópolis).
- Tecno Bahía, S. L.
- 01Innova 24h, S. L. U.
- Consorcio Palacio de Exposiciones y Congresos de Granada.